# Puig de Son Samar
El puig de Son Samar és un petit puig del massís de Randa, situat al terme municipal de Llucmajor, Mallorca, entre la possessió de Son Samar, de la qual pren el nom, i les Piquetes des Pèlec. Forma una petita serra allargada en direcció sud-oest—nord-est juntament amb el puig de sa Cigonya i el puig de la Glòria, essent el que es troba més al sud-oest. Tot el puig es troba cobert de pinar i el seu cim està situat a uns 233 m sobre el nivell de la mar.